# Slaget ved Bouvines
Slaget ved Bouvines blev udkæmpet den 27. juli 1214 ved byen Bouvines i Grevskabet Flandern. Det var det afsluttende slag i den Anglo-franske krig 1213–1214. En fransk hær på cirka 7.000 mand, der var kommanderet af kong Filip 2. August, besejrede en allieret hær på cirka 9.000 under ledelse af den tysk-romerske kejser Otto 4.
I begyndelsen af 1214 blev en koalition samlet mod kong Filip August af Frankrig, bestående af kejser Otto 4., kong Johan af England, grev Ferdinand af Flandern, hertug Henrik 1. af Brabant, grev Vilhelm 1. af Holland,  hertug Theobald 1. af Lorraine og hertug Henrik 3. af Limburg. Koalitionens mål var at annullere Filips erobringer. 
Efter den første forberedelse i slutningen af juli, fandt slaget sted nær Bouvines den 27. juli. Den lange allierede kolonne blev kun langsomt ordnet til kamp, hvilket skadede de allierede. De franske ridderes overlegne disciplin og orden gjorde det muligt for dem at udføre en række ødelæggende angreb og knuse de flamske riddere på de allieredes venstre flanke. I centrum havde de allieredes riddere og infanteri under Otto i begyndelsen succes og fik spredt det franske borgerinfanteri og næsten dræbt Filip. De franske ridderes modangreb knuste det isolerede allierede infanteri, og hele Ottos division i centrum faldt tilbage. Otto flygtede fra slaget og hans riddere blev besejret af de franske riddere, som ovenikøbet også erobrede den kejserlige fane (Reichsadler). Med det allierede centrum og venstre flanke besejret, var det kun soldaterne på højre flanke under Rainald af Boulogne og William de Longespee, der holdt stand. De blev dræbt, taget til fange eller drevet fra slagmarken. Der skete ingen forfølgelse, da det næsten var blevet mørkt. 
Den knusende franske sejr betød, at det engelske og flamske håb om at genvinde tabte territorier blev knust. Frederik 2. af Hohenstaufen afsatte Otto som kejser efter slaget. Kong Johan blev af  utilfredse baroner tvunget til at acceptere Magna Carta i 1215 og til at overgive det engelskbesatte Anjou til Filip som en del af en fredsaftale. Greverne Ferdinand, Rainald og Longespée blev taget til fange og fængslet. Magtbalancen i Europa blev rykket, da paverne i det 13. århundrede i stigende grad søgte støtte hos et magtfuldt Frankrig. 

## Optakt
I 1214 ønskede Ferdinand, Infant af Portugal og greve af Flandern at generobre byerne Aire-sur-la-Lys og Saint-Omer, som han for nylig havde mistet til Filip 2., Frankrigs konge i Pont-à-Vendin-traktaten. Han brød således sin troskab til Filip og samlede en bred koalition med kejser Otto 4.,  Johan I af England, hertug Henrik 1. af Brabant, grev Vilhelm 1. af Holland,  hertug Theobald 1. af Lorraine og hertug Henrik 3. af Limburg. 
Felttoget blev planlagt af Johan, der var alliancens omdrejningspunkt. Hans plan var at trække franskmændene væk fra Paris mod syd mod sine egne styrker og holde dem beskæftiget, mens hovedhæren under kejser Otto 4. marcherede mod Paris fra nord. Johans plan blev oprindeligt fulgt, men de allierede i nord bevægede sig langsomt. Johan trak sig efter to træfninger med franskmændene tilbage til Aquitanien den 3. juli. 
Den 23. juli havde Filip efter at have tilkaldt sine vasaller en hær på 6.000 til 8.000 soldater. Det lykkedes endeligt kejseren at samle sine styrker ved Valenciennes, uden Johan, og i mellemtiden var Filip marcheret tilbage mod nord og havde omgrupperet. Filip tog nu offensiven, og efter at have manøvreret for at få optimal placering til sit kavaleri gjorde han klar til kamp den 27. juli på sletten øst for Bouvines og floden Marque. 
Otto blev overrasket over sin fjendes hastighed og blev antageligt taget på sengen af Filip, som sandsynligvis lokkede Otto i sin fælde. Otto besluttede at starte et angreb på den franske bagtrop.
Den allierede hær stillede sig med front mod sydvest mod Bouvines, det tunge kavaleri på flankerne, infanteriet i en stor klump i centrum, støttet af et kavalerikorps under Otto selv. Den franske hær stillede sig op modsat i en lignende formation, kavaleri på flankerne, infanteri med borgermilitserne i centrum. Filip med kavalerireserverne og den kongelige fane Oriflamme bag ved fodsoldaterne. Vilhelm af Bretagne, Filips feltpræst  i slaget, siger, at soldaterne stod på  linje på 15 hektar, som efterlod meget lidt plads og inviterede til nærkamp. Vilhelm af Bretagne fortæller også i sin krønike, at "de to fronter blev adskilt af et lille område".

## Slagets opstilling

### Franskmændene
Den franske hær bestod af 1.200-1.360 riddere (hvoraf 765 var fra det kongelige domæne) og 300 sergenter til hest. Filip havde udsendt en appel til byerne i det nordlige Frankrig for at få deres støtte. 16 af de 39 byer i det kongelige domæne reagerede på opfordringen og sluttede sig til. De leverede i alt infanteri 3.160 mand fordelt på: Amiens 250, Arras 1000, Beauvais 500, Compiegne 200, Corbie 200, Bruyeres 120, Cerny og Crepy-en-Laonnais 80, Crandelain 40, Hesdin 80, Montreuil-sur-Mer 150, Noyon 150, Roye 100, Soissoins 160 og Vailly 50. Resten af Infanteriet, muligvis yderligere 2.000 mand, bestod af lejesoldater. De andre kommuner i det kongelige domæne skulle have bidraget med yderligere 1.980 infanteri, men det er tvivlsomt, om de gjorde det. I alt bestod den kongelige hær af 6.000-7.000 mand. 
Den kongelige hær var delt i tre:
- Højre flanke, bestående af riddere fra Champagne og Burgund, blev kommanderet af Odo 3., hertug af Burgund og hans løjtnanter: Gaucher de Châtillon, greve af Saint-Pol; Grev Vilhelm I af Sancerre, greve af Beaumont; Matthieu de Montmorency og Adam 2. Viscount af Melun. Foran højre flanke stod bevæbnede ryttere og militsen fra Burgund, Champagne og Pikardiet ledet af 150 sergenter til hest fra Soissons .
- Centrum blev ledet af Filip August og hans vigtigste riddere - Guillaume des Barres, Barthélemy de Roye, Girard Scophe, Guillaume de Garland, Enguerrand de Coucy og Gautier de Nemours. Foran kongen og hans 175 riddere stod et infanteri på 2.150 fra byerne i Île de France og Normandiet .
- Venstre flanke blev ledet af Robert af Dreux, støttet af grev Vilhelm af Ponthieu. Hoveddelen af venstre flanke bestod af bretonere og militser fra Dreux, Perche, Ponthieu og Vimeux.
- Bouvines-broen, den eneste retrætemulighed over marsken, blev beskyttet af 150 sergenter, der også dannede den franske reserve.

### De allierede
Ottos hær bestod af ca. 1.300–1.500 riddere: 600–650 fra Flandern, 425–500 fra Hainaut og 275–350 andetsteds fra. Han havde yderligere et infanteri på ca. 7500 mand, som dermed gav en samlet styrke på knap 9.000 mand. Den kejserlige hær blev også opstillet i tre dele:
- Den venstre flanke under kommando af grev Ferdinand af Flandern med sine flamske riddere  under ledelse af af Arnaud af Oudenaarde. Infanteriet var fra Flandern og Hainaut.
- Centrum var under kommando af Otto og hertug Theobald 1. af Lorraine, hertug Henrik 1. af Brabant og Filip af Courtenay, Marquis af Namur. Det bestod af mange saksere og infanteri fra Brabant og Tyskland. Forrest i centrum stod tyske spydfalankser. Saksisk infanteri dannede den anden linje. Otto stod mellem dem med 50 tyske riddere.
- Højre flanke under kommando af  Rainald af Boulogne omfattede infanteri fra Brabant og engelske riddere, de sidstnævnte under kommando af William de Longespee, jarl af Salisbury.,
- På den yderste højre flanke støttede engelske bueskytter flanken med både infanteriet fra Brabant og adelsmænd fra Lorraine.

## Slagets gang

### Den allierede venstre flanske
Slaget blev åbnet med et angreb fra 150 lette kavalerister fra klosteret Saint-Médard de Soissons mod de flamske riddere på de allieredes venstre flanke for at skabe forvirring. De flamske riddere drev let rytterne uden rustning tilbage. Nogle flamske riddere forlod deres formationer og drog efter det tilbagetrækkende lette kavaleri. 180 franske riddere fra Champagne angreb og dræbte eller tilfangetog de overaggressive flamske riddere. Greven af Flandern iværksatte et modangreb med hele sin styrke på 600 riddere og drev franskmændene tilbage.
Gaucher de Châtillon angreb med 30 riddere den flamske styrke, fulgt af yderligere 250 riddere. De gennemførte en række angreb og standsede det allierede fremskridt. Mange riddere på begge sider faldt af deres heste i det første sammenstød. Franskmændene var i bedre orden end de løst styrede flamske riddere, og de allierede rækker blev tyndere, da de blev angrebet af de kompakte franske masser. Châtillon og Melun og deres riddere brød igennem rækken af flamske modstykker, drejede rundt og ramte dem bagfra og skiftede konstant mål. St. Pols riddere og burgunderne tog del i en udmattende kamp mod flamlænderne uden at tage fanger. Hertugen af Burgunds hest blev dræbt og hertugen kastet til jorden, men han blev frelst af sine riddere, der slog flamlænderne tilbage og fandt ham en ny hest.
Flamlænderne kæmpede videre i tre timer på trods af deres stadig mere desperate situation, drevet af ridderære. Endelig blev den sårede greve af Flandern, der var blevet kastet af sin hest, taget til fange af to franske riddere. Det ødelagde hans ridderes moral.

### Centrum
Den franske borgermilitsinfanteri på 2.150 mand var samlet omkring Oriflammen i centrum, foran Filips riddere og fleur-de-lis-fanen. Kort efter opstillingen blev de angrebet af allierede riddere og infanteri under Otto og drevet tilbage. Otto og hans riddere var næsten nået hen til den franske konge, da de blev standset af franske riddere. De allierede infanterister brød igennem til Filip og hans håndfuld af riddere omkring ham, de rev ham af hesten med deres krogede spyd. Den franske konges rustning afbøjede en fjendes lanse og reddede hans liv. Gales de Montigny brugte den kongelige fane til at sende et signal om hjælp, og en anden ridder gav Filip en ny hest.
Det allierede infanteri brugte dolke til at stikke de franske riddere, der var blevet kastet af hesten, gennem øjensprækken i deres hjelme og andre svage steder i deres rustning. Den normanniske ridder Etienne de Longchamp blev dræbt på denne måde, og franskmændene led store tab. Efter gentagne franske modangreb og en langvarig kamp blev de allierede drevet tilbage.
Slaget i centrum var nu blevet til en nærkamp mellem de to reserver til hest, ledet af kongen og kejseren personligt. Den franske ridder Pierre Mauvoisin tog næsten Otto og hans hest til fange og Gérard la Truie stak kejseren med en dolk, som prellede af på hans ringbrynje og ramte Ottos hest i øjet og dræbte den. Otto blev frelst af fire tyske stormænd og deres støtter. Da franskmændene sendte flere riddere for at angribe ham personligt, flygtede han fra slagmarken. De tyske riddere kæmpede til den bitre ende for at redde deres kejser, så alle blev dræbt eller taget til fange. Den kejserlige fane med ørnen og dragen blev erobret af de franske riddere, der bragte den til deres konge. Nu var den allierede modstand i centrum ophørt.

### Den allierede venstre flanke
Samtidigt på den franske venstre flanke blev Robert af Dreux' tropper først presset af mænd under ledelse af William Longespée. William Longespée blev kastet af hesten og taget til fange af Filip af Dreux, biskoppen af Beauvais, og de engelske soldater flygtede. Mathieu de Montmorency erobrede tolv af fjendens bannere. (Til minde om denne bedrift, fik Montmorencys våbenskjold yderligere tolv ørne eller seksten i alt i stedet for de foregående fire.)

### Sidste modstand
Dagen var allerede afgjort til franskmændenes fordel, da deres fløje begyndte at lukke indad for at afskære det kejserlige centrum tilbagetoget. Slaget blev afsluttet ved at Rainald af Boulogne, en tidligere vasal af kong Filip, gjorde sin berømte modstand ved at danne en ring på 400–700 pikenére fra Brabant. De afviste ethvert angreb fra det franske kavaleri, mens Rainald foretog gentagne udfald med sin lille ridderstyrke. Længe efter at den kejserlige hær var trukket tilbage, blev brabanternes forsvarslinje løbet over ende af 50 riddere og 1.000-2.000 infanterister under Thomas de St Valery. Rainald blev taget til fange i nærkamp. Der blev ikke iværksat nogen forfølgelse, da det var ved at blive mørkt og af frygt for, at fangerne kunne undslippe. De franske formationer blev kaldt tilbage ved hjælp af trompeter.

## Efterspil
De franske ridderes tab blev ikke registreret, men det franske infanteri led store tab. På de allieredes side blev 169 riddere dræbt, og "rigtig mange", men ikke bestemt angivet, infanterister, herunder mellem 400 og 700  infanterister fra Brabant, blev dræbt. Såvel Rainald af Boulogne og to andre grever taget til fange af franskmændene: Ferdinand af Flandern og William Longespée samt 25 baroner og over 100 riddere.
Slaget gjorde en ende på truslen fra både Otto og Johan. Ifølge den franske historiker Jean Favier er Bouvines "et af de mest afgørende og symbolske slag i Frankrigs historie". I den franske historiker Philippe Contamine "havde Slaget ved Bouvines både vigtige konsekvenser og en stor virkning".  Den franske historiker Ferdinand Lot kaldte det for et "middelalderligt Austerlitz".
Filip vendte tilbage til Paris i triumf med sine fanger i en lang procession, da hans undersåtter fyldte gaderne for at hilse den sejrrige konge. I kølvandet på slaget trak Otto sig tilbage til sin borg i Harzburg og blev hurtigt styrtet som tysk-romersk kejser af Frederik 2., der allerede var blevet anerkendt som kejser i Sydeuropa halvandet år tidligere. Grev Ferdinand forblev fængslet efter sit nederlag, mens kong Johan opnåede en femårig våbenhvile på meget gunstige vilkår omstændighederne taget i betragtning.
Filips afgørende sejr var fik stor indflydelse på den politiske situation i England. Slaget gjorde en ende på alt håb om en genopretning af Det Angevinske Rige. Så svækket var den besejrede kong Johan, at han snart var nødt til at underkaste sig sine baroners krav og acceptere Magna Carta, som begrænsede kronens magt og etablerede grundlaget for almindelig lov.

## Minder om slaget
I taknemmelighed over sejren grundlagde Filip August klostret Notre Dame de la Victoire mellem Senlis og Mont l'Evêque. Til markering for slagets  syvhundredeårsjubilæum i 1914 fik Félix Dehau, Bouvines borgmester gennem 62 år, byens sognekirken ombygget med glasmalerier, der fortæller slagets historie. I 2014 blev ottehundredeårsjubilæet fejret i Bouvines af foreningen Bouvines 2014. En række begivenheder, herunder en officiel ceremoni og showet "Bouvines la Bataille" tiltrak mere end 6.000 besøgende til Bouvines.